# Stanley Stanczyk
Stanley Anthony Stanczyk (10 maggio 1925 – Miami, 3 luglio 1997) è stato un sollevatore statunitense.

## Palmarès

### Olimpiadi
- Oro a Londra 1948 nei pesi massimi-leggeri.
- Argento a Helsinki 1952 nei pesi massimi-leggeri.

### Mondiali
- Oro a Parigi 1946 nei pesi leggeri.
- Oro a Filadelfia 1947 nei pesi medi.
- Oro a Scheveningen 1949 nei pesi massimi-leggeri.
- Oro a Parigi 1950 nei pesi massimi-leggeri.
- Oro a Milano 1951 nei pesi massimi-leggeri.
- Bronzo a Stoccolma 1953 nei pesi massimi-leggeri.
- Bronzo a Vienna 1954 nei pesi medi.

### Giochi panamericani
- Oro a Buenos Aires 1951 nei pesi massimi-leggeri.